# فرودگاه شهرستان فولتن (جورجیا)
فرودگاه شهرستان فولتن (به انگلیسی: Fulton County Airport) (به زبان بومی: Charlie Brown Field) (یاتا: FTY، ایکائو: KFTY، موقعیت‌یاب اف‌آآ: FTY)؛ یک فرودگاه همگانی با کد یاتا FTY است که یک باند فرود آسفالت دارد و طول باند آن ۱۷۶۷ متر است. این فرودگاه در کشور ایالات متحده آمریکا قرار دارد و در ارتفاع ۲۵۶٫۳ متری از سطح دریا واقع شده‌است.